# Джетро Тъл
„Джетро Тъл“ (на английски: Jethro Tull) е прогресив рок и фолк рок група, образувана в град Блакпул, Англия през 1968 г.
Музиката им е характерна с причудливия вокален стил, уникалната водеща флейта на фронтмена Иън Андерсън (Ian Anderson) и необичайната и често усложнена структура на песните. Тя включва елементи на класическа и келтска фолк музика. Трудно е да се посочи определен изпълнител, пряко повлиян от „Джетро Тъл“. Както и при други прогресив рок групи, музиката им е до голяма степен обособена.

## История

### Образуване
Иън Андерсън, Джефри Хамънд и Джон Иван, които по-късно стават членове на „Джетро Тъл“, учат заедно в основно училище в Блакпул. Андерсън е роден в шотландския град Дънфърмлин през 1947 година и живее в Единбург преди да се премести в Блакпул през 1960 година. След основното училище той учи две години в Блакпулския колеж по изкуства, като по това време възнамерява да стане художник. Иван става почитател на „Бийтълс“, след като вижда по телевизията тяхно изпълнение на песента Love Me Do – макар и вече да свири на пиано, той е вдъхновен от „Бийтълс“ да се насочи към барабаните. Андерсън се сдобива с класическа китара и се учи сам да свири на нея, след което двамата с Иван решават да създадат група. Те включват като басист Хамънд, който има и колекция със записи на блус.
Тази тричленна група започва да свири в местни клубове, но Иван, под влиянието на Джорджи Фейм и „Енимълс“, започва да свири на орган. В групата са включени барабанистът Баримор Барлоу и китаристът Майк Стивънс от местната група „Атлантикс“, както и китаристът Крис Райли. С този шестчленен състав групата изпълнява главно блуайд соул и приема името „Джон Иван Бенд“, а след това „Джон Иван Смаш“. Неин агент става Джони Тейлър, след което започва да изнася редовни концерти из северозападната част на Англия, изпълнявайки смесица от блус и кавъри на „Мотаун“. Хамънд напуска групата, за да учи в училище по изкуства, и е заменен за кратко от Дерек Уорд, а след това от Глен Корник. Райли също напуска и мястото му е заето от Нийл Смит. През април 1967 година групата записва в Лондон три песни, а през юни свири в лондонския „Марки Клъб“.

### 1967 – 1968: прохождане
През 1967 година групата се премества в Лутън, близо до Лондон, в търсене на повече ангажименти. Предприемат и пътуване до Ливърпул. Въпреки това парите не достигат и малко по-късно повечето членове се връщат на север. Иън Андерсън и басистът Глен Корник (Glenn Cornick) се събират с китариста Мик Ейбрахамс (Mick Abrahams) и барабаниста Клайв Бънкър (Clive Bunker) от лутънската група Макгрегърс Енджин (McGregor's Engine). Първоначално новата група трудно получава повторни ангажименти и често променя името си, за да продължи да свири в лондонските клубове. Имената обикновено са измисляни от служители на техните агенти, един от които, любител историк, ги нарича Джетро Тъл, по името на английски агроном от 18 век. Името се запазва, защото групата го използва при първото си представление, което е харесано от управителя на клуба, така че те да получат повторна покана. Групата сключва договор с разрастващата се агенция Елис-Райт и така стават третата група, подписала с бъдещата империя Крисалис Рекърдс.
Първият сингъл на Джетро Тъл излиза през 1968 година, но не постига успех. Той е написан от Мик Ейбрахамс и продуциран от Дерек Лоурънс и е озаглавен „Sunshine Day“. На етикета името на групата е изписано грешно като Jethro Toe, което превръща сингъла в колекционерска рядкост.
По-късно през същата година Джетро Тъл издават първия си албум „This Was“. Освен музика, писана от Андерсън и Ейбрахамс, той включва и фолклорната песен „Cat's Squirrel“, която подчертава блус рок стила на Ейбрахамс. Джаз пиесата „Serenade to a Cuckoo“ от Рахсан Роланд Кърк дава възможност на Андерсън да демонстрира уменията си с флейтата. По това време той описва в „Рекърд Мирър“ общия стил на групата като „един вид прогресив блус с малко джаз“.
След излизането на първия албум Мик Ейбрахамс напуска Джетро Тъл и сформира собствена група – Блодуин Пиг (Blodwyn Pig). Напускането му има няколко различни причини. Той е блус пуритан, докато Андерсън се опитва да включи в музиката на групата и други влияния. Освен това влиза в лични противоречия с Глен Корник и не желае да пътува много в чужбина и да свири повече от три вечери седмично, докато останалите членове на групата се стремят към международен успех.
След напускането на Ейбрахамс той е заместен за кратко от Тони Айоми от групата Ърт (Earth; бъдещата Блек Сабат). С него през декември 1968 година Джетро Тъл участва в проекта на Ролинг Стоунс „Рок енд рол цирк“, където изпълняват песента „A Song For Jeffrey“.

### 1969 – 1971: собствен стил
По-късно през 1969 г. към групата се присъединява соло-китаристът Мартин Бар (Martin Barre) – вторият най-дълго задържал се член на формацията, който участва във всички проекти до 2011 г. Бар допринася за пренасочване на Джетро Тъл към по широки хоризонти с разнообразния си стил, който съчетава класическа подготовка и вкус към бароковата музика с хардрок звучене. С напускането на Ейбрахамс групата остава с един-единствен лидер – фронтмена Иън Андерсън, основен композитор и двигател на почти на всички записи. Още първият албум с Бар – Stand Up (1969) – превръща групата във водещ арт-рок състав, който за разлика от Кинг Кримсън или Емерсън, Лейк енд Палмър се оказва и търговски успешен: Stand Up, както и следващите няколко албума на Джетро Тъл достигат първо място по продажби в британските класации за албуми. За пръв път в записите за Stand Up Андерсън показва слабостта си към необичайни за рок-музиката инструменти, като освен флейтата и хармониката, записва и с мандолина и балалайка. „Bourée“ е джазирана преработка на камерна пиеса на Й. С. Бах, „Fat Man“ е – заедно с издадената на сингъл „Christmas Song“ – сред първите песни на групата наподобяващи британския фолклор. Няколко години след издаването на албума една от най-малко забележимите песни, неизпълнявана никога на живо – „We Used To Know“, се оказва обект на спорове за плагиатство, тъй като легендарният хит на Ийгълс „Hotel California“ възпроизвежда почти едно към едно акордовата ѝ схема.
През годините 1969 – 1971 Джетро Тъл се придържат и към една затихваща практика в популярната музика: издават малки плочи (сингли) с песни, невключени в дългосвирещите им плочи. Някои от най-знаменателните им записи от периода излизат първоначално само на малка плоча: „Living In The Past“, който въвежда нетипичния за рок-музиката такт пет четвърти, „Witch's Promise“ с насложени няколко партии флейта и акустичен съпровод, както и другата запомняща се песен с акустичен аранжимент – „Life's A Long Song“, която излиза на EP (extended play) през 1971.
1970 г. Джетро Тъл издават третия си албум: Benefit, в чиито записи участва създателят на Блейдс и лидер на ранните блекпулски формации Джон Еван: той ще се присъедини официално към групата за записите на следващия албум. Форматът на състава вече напълно отговаря на очакванията за прогресив-рок група, а Еван се изявява като ексцентричен солист с прилична класическа подготовка по концертите: най-характерно е концертното изпълнение под заглавие „By Kind Permission Of“, включено в двойния компилативен албум Living In The Past, излязъл през 1972. От точно този период е и концертният запис от Carnegie Hall в Ню Йорк, издаден като втори компакт диск в колекцията от 1993 г. 25th Anniversary Box Set. Записите се множат, но много виждат свят едва десетилетия по-късно в различните компилации и колекционерски издания от 80-те години нататък. Скоро след излизането на Benefit групата напуска басистът Глен Корник – най-вече поради различия в характера: Корник е шумен, буен рокаджия, който си пада по алкохола, наркотиците и купона, докато останалите музиканти предпочитат спокойствието.
Корник е наследен на баса от Джефри Хамънд (Jeffrey Hammond), също от първоначалния състав на Блейдс. За по-артистично Хамънд си „удвоява“ името на Хамънд-Хамънд. През годините той не се е занимавал с музика, а с рисуване и връщането му при Андерсън и Еван става след дълго настояване. Любопитно е, че Джефри Хамънд е лирически герой на цели три песни от първите три албума на Джетро Тъл: „A Song For Jeffrey“ (1968), „Jeffrey Goes To Leicester Square“ (1969) и „For Michael Collins, Jeffrey And Me“ (1970).
В състав Андерсън, Бар, Бънкър, Еван и Хамънд-Хамънд Джетро Тъл записват най-запомнящия се албум в историята си: Aqualung (1971). Плочата е разделена на две концептуални половини, едната от които разглежда съдбата на скитника, алкохолик и сексуален посегател със странното име Акуалънг, а втората е израз на Андерсъновия агностицизъм и разисква християнското лицемерие на модерна Великобритания. Рифът на заглавното парче „Aqualung“ е навярно най-известният такт от дискографията на Джетро Тъл, а „Locomotive Breath“ се превръща в едно от най-често изпълняваните на концерт парчета със запомняща се интродукция на пианото от Еван и блестящи сола на флейта и китара, съответно на Андерсън и Бар. Сред песните има и няколко акустични аранжимента, в които Андерсън е на практика соло изпълнител – тенденция, която се запазва с годините и е особено отчетлива в албума „Minstrel in The Gallery“ (1975). Aqualung не достига първо място в класациите, но е първата плоча с успех в САЩ.
Скоро след записите за Aqualung напуска и Клайв Бънкър, заместен от още един блакпулец – Бари Барлоу, който си доукрасява първото име на Баримор. Така Джетро Тъл се оказва на практика в същия състав като Блейдс от 1963 г., но с развит прогресив-рок музикален стил. Първите записи с Барлоу са няколко песни, издадени на екстендед плея (EP) „Life Is A Long Song“: не се стига до цял албум, защото Андерсън вече е започнал работа по първия изцяло концептуален проект на групата. По тази причина през 1972 г. Джетро Тъл издават първия си сборен албум: неиздадени изобщо или издадени единствено като сингли песни, заедно с една страна на плоча с концертни записи от 1970 г. Албумът достига рекордно високото за групата трето място в американските класации за албуми (Billboard 200) и отваря път за неочаквания успех на следващите 2 продукции.

## Членове на групата
| Период      | Вокал, флейта и др. | Китара, вокал | Клавишни          | Клавишни      | Бас китара     | Ударни       |
| ----------- | ------------------- | ------------- | ----------------- | ------------- | -------------- | ------------ |
| 1967        | Иън Андерсън        | Мик Ейбрахамс |                   |               | Глен Корник    | Клайв Бънкър |
| 1968 – 1970 | Иън Андерсън        | Мартин Бар    |                   |               | Глен Корник    | Клайв Бънкър |
| 1970 – 1971 | Иън Андерсън        | Мартин Бар    | Джон Евън         | Джефри Хамънд |                | Клайв Бънкър |
| 1971 – 1975 | Иън Андерсън        | Мартин Бар    | Джон Евън         | Джефри Хамънд | Баримор Барлоу |              |
| 1975 – 1979 | Иън Андерсън        | Мартин Бар    | Джон Евън         | Дий Палмър    | Баримор Барлоу | Джон Гласкок |
| 1979 – 1980 | Иън Андерсън        | Мартин Бар    | Джон Евън         | Дий Палмър    | Баримор Барлоу | Дейв Пег     |
| 1980 – 1981 | Иън Андерсън        | Мартин Бар    | Еди Джобсън       |               | Марк Крейни    | Дейв Пег     |
| 1982        | Иън Андерсън        | Мартин Бар    | Питър-Джон Ветъси | Гери Конуей   |                | Дейв Пег     |
| 1982 – 1983 | Иън Андерсън        | Мартин Бар    | Питър-Джон Ветъси | Пол Бърджес   |                | Дейв Пег     |
| 1984 – 1987 | Иън Андерсън        | Мартин Бар    | Питър-Джон Ветъси | Дуейн Пери    |                | Дейв Пег     |
| 1987 – 1988 | Иън Андерсън        | Мартин Бар    | Дон Еъри          | Дуейн Пери    |                | Дейв Пег     |
| 1988 – 1991 | Иън Андерсън        | Мартин Бар    | Мартин Алок       | Дуейн Пери    |                | Дейв Пег     |
| 1991 – 1992 | Иън Андерсън        | Мартин Бар    | Андрю Гидингс     | Дейв Матакс   |                | Дейв Пег     |
| 1992 – 1995 | Иън Андерсън        | Мартин Бар    | Андрю Гидингс     | Дуейн Пери    |                | Дейв Пег     |
| 1995 – 2006 | Иън Андерсън        | Мартин Бар    | Андрю Гидингс     | Дуейн Пери    | Джонатан Нойс  |              |
| 2007 –      | Иън Андерсън        | Мартин Бар    | Джон О'Хара       | Дуейн Пери    | Дейвид Гудиър  |              |

## Дискография
- This Was (1968)
- Stand Up (1969)
- Benefit (1970)
- Aqualung (1971)
- Thick as a Brick (1972)
- Living in the Past (1972)
- A Passion Play (1973)
- War Child (1974)
- Minstrel in the Gallery (1975)
- M.U. – The Best of Jethro Tull (1976) (сборен)
- Too Old to Rock And Roll, Too Young to Die (1976)
- Songs from the Wood (1977)
- Repeat – The Best of Jethro Tull – Vol II (1977) (сборен)
- Heavy Horses (1978)
- Live – Bursting Out (1978) (на живо)
- Stormwatch (1979)
- A (1980)
- Broadsword and the Beast (1982)
- Under Wraps (1984)
- Live at Hammersmith '84 (1990) (на живо)
- Original Masters (1985) (сборен)
- A Classic Case (1985)
- Crest of a Knave (1987)
- 20 Years of Jethro Tull (1988)
- Rock Island (1989)
- Catfish Rising (1991)
- A Little Light Music (1992) (на живо)
- 25th Anniversary boxed set (1993) (сборен)
- The Best of Jethro Tull: The Anniversary Collection (1993) (сборен)
- Nightcap (1993)
- Roots to Branches (1995)
- J-Tull Dot Com (1999)
- Living with the Past (2002) (на живо)
- The Jethro Tull Christmas Album (2003)
- The Zealot Gene (2022)
- RökFlöte (2023)
- Curious Ruminant (2025)